# 루테니아
루테니아(Ruthenia)는 동유럽의 역사적 지역이다. 현재의 우크라이나 북부, 벨라루스, 러시아 서부, 슬로바키아 북동부의 일부 지역, 폴란드 동부의 일부 지역에 걸쳐 있다.
원래는 키예프 루스의 지배를 받았던 영토를 가리키는 용어로 사용되었지만 나중에 루테니아인이 거주하던 땅을 가리키는 용어로 사용되었다. 지역에 따라 홍루테니아, 백루테니아, 흑루테니아로 분류되었다.

## 같이 보기
- 갈리치아-볼히니아
- 폴란드 국민정부 (1863년)